# Peter Vennemeyer

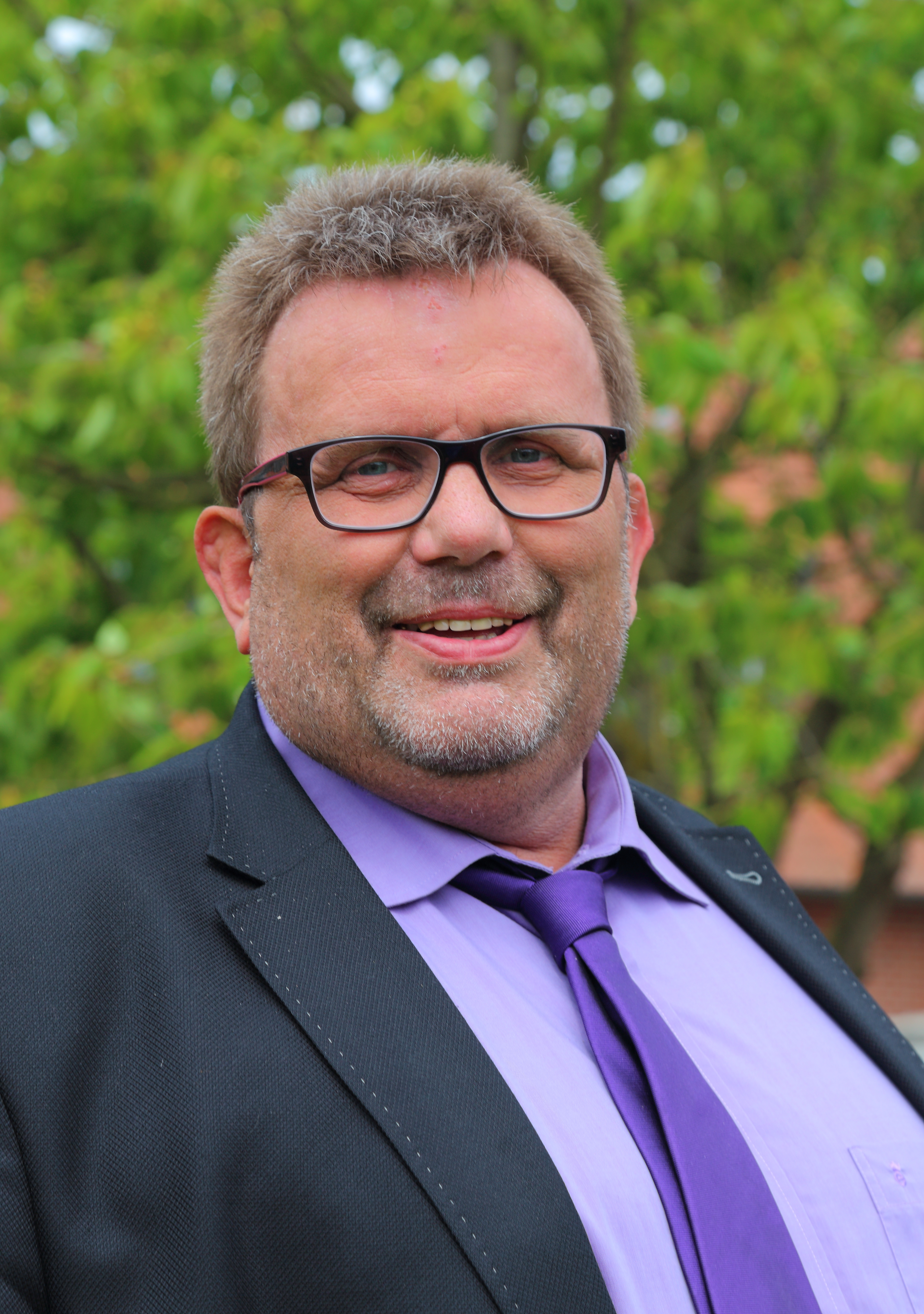
Peter Vennemeyer (2015)

Peter Vennemeyer (* 10. November 1959) ist ein deutscher Kommunalpolitiker (SPD) und war von 2007 bis 2020 Bürgermeister der Stadt Greven.

## Leben

### Ausbildung und beruflicher Werdegang
Vennemeyer absolvierte seine Ausbildung bei der Stadt Münster. Dort war er vier Jahre tätig, dann wechselte er für acht Jahre zur Stadt Telgte. Anschließend arbeitete er als Verwaltungsbeamter im Bundesinnenministerium. Von 1990 bis 1998 war er Dozent in der Verwaltungsausbildung des Berufsförderwerkes Hamburg. Seit 1994 lebt Vennemeyer mit seiner Familie in Greven. Von 1998 bis zu seiner Wahl zum Bürgermeister im Jahr 2007 war er bei einem Software- und Systemhaus als EDV-Projektleiter beschäftigt.
Vennemeyer ist evangelischer Christ und war neben seinen politischen Funktionen auch im Presbyterium seiner Kirchengemeinde aktiv.

### Politik
Am 25. März 2007 wurde er zum Bürgermeister Grevens gewählt und setzte sich in einer Stichwahl mit 59,2 Prozent gegen den Kandidaten der CDU, Jörg Hußmann, durch. Bei der Kommunalwahl am 25. Mai 2014 wurde Vennemeyer mit 51,0 Prozent im ersten Wahlgang im Amt bestätigt. Als hauptamtlicher Bürgermeister war er Repräsentant der Stadt, Vorsitzender im Rat und Verwaltungschef. Damit leitete er eine Verwaltung mit knapp 300 Mitarbeitern. Im
Juni 2019 kündigte Vennemeyer an, bei der nächsten Kommunalwahl 2020 nicht erneut für das Amt des Bürgermeisters zu kandidieren. Seine Amtszeit als Grevener Bürgermeister endete am 31. Oktober 2020 mit dem Eintritt in den Ruhestand nach 13 Jahren. Seine Nachfolge trat Dietrich Aden (CDU) an.
Peter Vennemeyer ist seit seinem 35. Lebensjahr Mitglied in der SPD. Von 1999 bis 2003 war er Vorsitzender des Ortsvereins Greven, von 2000 bis 2004 Fraktionsgeschäftsführer und sachkundiger Bürger im Schulausschuss sowie im Ausschuss für Stadtentwicklung und Umwelt. 2004 wurde er in den Rat gewählt und war Fraktionsvorsitzender der SPD. Den Vorsitz gab er ab, als er das Bürgermeisteramt übernahm.